# Markéta Davidová
Markéta Davidová, češka biatlonka, * 3. januar 1997, Jablonec nad Nisou
Nastopila je na zimskih olimpijskih igrah 2018.

## Kariera

### Olimpijske igre
| Dogodek        | Posamezna | Šprint | Zasledovanje | Skupinski start | Štafeta | Mešana štafeta |
| -------------- | --------- | ------ | ------------ | --------------- | ------- | -------------- |
| Pjongčang 2018 | 57.       | 15.    | 25.          | 18.             | 12.     | 8.             |

### Svetovno prvenstvo
| Dogodek                 | Posamezna | Šprint | Zasledovanje | Skupinski start | Štafeta | Mešana štafeta |
| ----------------------- | --------- | ------ | ------------ | --------------- | ------- | -------------- |
| Östersund 2019          | 43.       | 7.     | 13.          | 16.             | 15.     | 6.             |
| Antholz-Anterselva 2020 | 8.        | 37.    | 25.          | 20.             | 4.      | 3.             |
| Pokljuka 2021           | 1.        | 44.    | 32           | 13.             | 10.     | 11.            |

### Mladinsko svetovno prvenstvo
| Dogodek      | Posamezna | Šprint | Zasledovanje | Štafeta |
| ------------ | --------- | ------ | ------------ | ------- |
| Minsk 2015   | -         | -      | -            | 10.     |
| Osrblie 2017 | 43.       | 14.    | 18.          | 11.     |
| Otepää 2018  | 14.       | 2.     | 1.           | -       |

### Svetovni pokal
| Sezona  | Starost | Skupni seštevek | Skupni seštevek | Skupni seštevek | Šprint | Šprint | Šprint  | Zasledovanje | Zasledovanje | Zasledovanje | Posamezna | Posamezna | Posamezna | Skupinski start | Skupinski start | Skupinski start |
| Sezona  | Starost | Tekme           | Točke           | Položaj         | Tekme  | Točke  | Položaj | Tekme        | Točke        | Položaj      | Tekme     | Točke     | Položaj   | Tekme           | Točke           | Položaj         |
| ------- | ------- | --------------- | --------------- | --------------- | ------ | ------ | ------- | ------------ | ------------ | ------------ | --------- | --------- | --------- | --------------- | --------------- | --------------- |
| 2016/17 | 20      | 3/26            | 13              | 91.             | 2/9    | 13     | 71.     | 1/9          | 0            | -            | 0/3       | 0         | -         | 0/5             | 0               | -               |
| 2017/18 | 21      | 7/22            | 8               | 91.             | 4/8    | 6      | 84.     | 3/7          | 2            | 82.          | 0/2       | 0         | -         | 0/5             | 0               | -               |
| 2018/19 | 22      | 21/25           | 428             | 21.             | 9/9    | 136    | 24.     | 6/8          | 84           | 32.          | 3/3       | 102       | 3.        | 3/5             | 106             | 16.             |
| 2019/20 | 23      | 20/21           | 478             | 14.             | 8/8    | 212    | 8.      | 4/5          | 80           | 22.          | 3/3       | 66        | 14.       | 5/5             | 120             | 16.             |
| 2020/21 | 24      | 25/26           | 649             | 11.             | 10/10  | 224    | 11.     | 7/8          | 163          | 14.          | 3/3       | 80        | 5.        | 5/5             | 142             | 9.              |

### Stopničke
| Datum             | Leto | Lokacija                | Disciplina              | Uvrstitev |
| ----------------- | ---- | ----------------------- | ----------------------- | --------- |
| 6. december 2018  | 2018 | Pokljuka                | 15 km posamezno         | 3.        |
| 24. januar 2019   | 2019 | Antholz                 | 7,5 km šprint           | 1.        |
| 27. januar 2019   | 2019 | Antholz                 | 12,5 km skupinski start | 2.        |
| 7. februar 2019   | 2019 | Canmore                 | 15 km posamezno         | 2.        |
| 1. december 2019  | 2019 | Östersund               | 7,5 km šprint           | 3.        |
| 20. december 2019 | 2019 | Annecy                  | 7,5 km šprint           | 3.        |
| 5. marec 2020     | 2020 | Nove Mesto na Moravskem | 7,5 km šprint           | 3.        |
| 16. februar 2021  | 2021 | Pokljuka                | 15 km posamezno         | 1.        |
| 27. november 2021 | 2021 | Östersund               | 15 km posamezno         | 1.        |